# 817 Annika
817 Annika eller 1916 YW är en asteroid i huvudbältet, som upptäcktes den 6 februari 1916 av den tyske astronomen Max Wolf. Det är okänt vad eller vem asteroiden senare fick namn efter.
Annikas senaste periheliepassage skedde den 15 september 2019.[Uppdatering behövs] Dess rotationstid har beräknats till 10,56 timmar.